# Heteronychia nadae
Heteronychia nadae är en tvåvingeart som beskrevs av Andy Z. Lehrer 2006. Heteronychia nadae ingår i släktet Heteronychia och familjen köttflugor. Inga underarter finns listade i Catalogue of Life.